# Dör
Dör község Győr-Moson-Sopron vármegyében, a Csornai járásban.

## Fekvése
Magyarország északnyugati részén, a Kisalföld rábaközi részén fekszik, Csornától 5 kilométerre délkeletre, a 85-ös főút déli oldalán.
A Kisalföldet – benne Dör község határát is – az Alpokból jövő folyók töltötték fel a magukkal görgetett hordalékkal. A település átlagos tengerszint feletti magassága 114-117 méter. A régi mocsarak helyén ma korszerűen művelt szántók, legelők, kaszálók sorakoznak. A Fertő–Hanság Nemzeti Park, melynek egyik területrésze a község határának keleti széléig nyúlik, sok mindent megőrzött a környék sajátos növény- és állatvilágából.

### Megközelítése
A település közigazgatási területét északon érinti a térségen kelet-nyugati irányban áthaladó (Győrt Sopronnal összekötő) 85-ös főút, az azzal párhuzamos M85-ös autóút, illetve a Bősárkány-Kisbabot közti 8511-es út is; központján azonban csak a Csorna térségétől délkelet felé induló 8422-es út vezet végig.
Közigazgatási területét két vasútvonal is érinti: északon a Győr–Sopron-vasútvonal, délnyugaton pedig egy meglehetősen rövid szakaszon a Pápa–Csorna-vasútvonal. A pápai vonalnak sosem volt megállási pontja Dör területén, a soproni vonalnak is csak egy, a községtől messze északra, a már megszűnt Bágyogszovát megállóhely. Érdekesség, hogy volt a soproni vonalnak Dör megállóhelye is, a 8422-es út egykori vasúti keresztezése mellett, de az már csornai területen működött, és már jó ideje meg is szűnt.
Közvetlen buszjárat köti össze Csornával és Győrrel. A Csornán megálló gyorsvonatok, távolsági autóbuszjáratok kedvező közlekedési lehetőségeket biztosítanak a település lakóinak.

## Története és mai élete
A település és környéke régészeti leletekben gazdag, újabb kőkorszaki, római, hun, longobárd, avar- és honfoglalás kori leleteket találtak. Első írásos említése 1220-ból ismert, villa Deer alakban. II. Endre király egyik okleveléből tudjuk, hogy a falu a győri várjobbágyoké volt. Az 1407-ben nemesített várjobbágyok között szereplő Benedek unokái Dörben adományt nyertek, és magukat birtokuk után jobbaházi Döryeknek kezdték nevezni. A Döryek mellett a falu a győri püspök és praediális nemeseinek birtoka volt.
A Rábaköz török kori viszontagságai idején Dör sem mentesült a dúlások alól.
Az 1848–49-es szabadságharc döri hősi halottja Vecsey János.
A 19. században számos iparos dolgozott a községben: csizmadiák, takácsok, fazekasok. A század közepén Dör a „fazekasok és az iparosok” lakhelye volt. A 150 éves fazekasdinasztia, a Völcsey-család ma is űzi a népi kismesterséget. Az első Völcsey vándorlevele 1863-ban kelt, a mai, negyedik nemzedéket képviselő Völcsey Lajos pedig 1990 óta készíti szép fazekait, cserépedényeit.
A két világháború 38, illetve 19 döri áldozatának az önkormányzat 1992-ben állított emléket.
1959-ben termelőszövetkezet alakult a községben. 1970-től a háztáji gazdaságok szerepe megnőtt. 1980-tól a már Rábapordánnyal közös szövetkezet gazdasági erősödésével a település anyagi helyzete javult. E szövetkezet ma is működik, de a városokba bejáró dolgozók, kétlakiak, munkások száma is megnőtt az elmúlt évtizedek során.
Szolgáltatások: háziorvosi szolgálat az 1971-ben épült orvosi rendelőben, posta, két vegyesbolt és egy italbolt.
Intézmények: polgármesteri hivatal és óvoda. Az önkormányzat hivatala 2009 óta Barbacs és Acsalag községgel közösen, Barbacson működik (körjegyzőség). A falu iskoláját 2007-ben bezárták, az általános iskolás diákok Csornán tanulnak. 2002-től magánkézben lévő idősek otthona is működik a faluban.
A falu ünnepei a július végi falunap és a szeptember 9-i búcsú.

## Közélete

### Polgármesterei
- 1990–1994: Turi Lajos (független)[4]
- 1994–1998: ifj. Dóczy Géza (független)[5]
- 1998–2002: Dóczy Géza (független)[6]
- 2003–2006: Dóczy Géza (független)[7]
- 2006–2010: Dóczy Géza (független)[8]
- 2010–2014: Dóczy Géza (független)[9]
- 2014–2019: Dóczy Géza (független)[10]
- 2019–2023: Dóczy Géza (független)[11]
- 2023–2024: Abdai Róbert (független)[12]
- 2024– : Abdai Róbert (független)[1]

A településen a 2002-es önkormányzati választás keretében nem lehetett polgármester-választást tartani, jelölt hiányában. Az emiatt szükségessé vált időközi polgármester-választást 2003. május 11-én tartották meg, egyetlen polgármester-jelölt részvételével. 2023. május 14-én ismét időközi polgármester-választást kellett tartani a faluban, az előző településvezető február 1-jén bejelentett lemondása miatt; e választáson három független jelölt indult.

## Címere és zászlaja

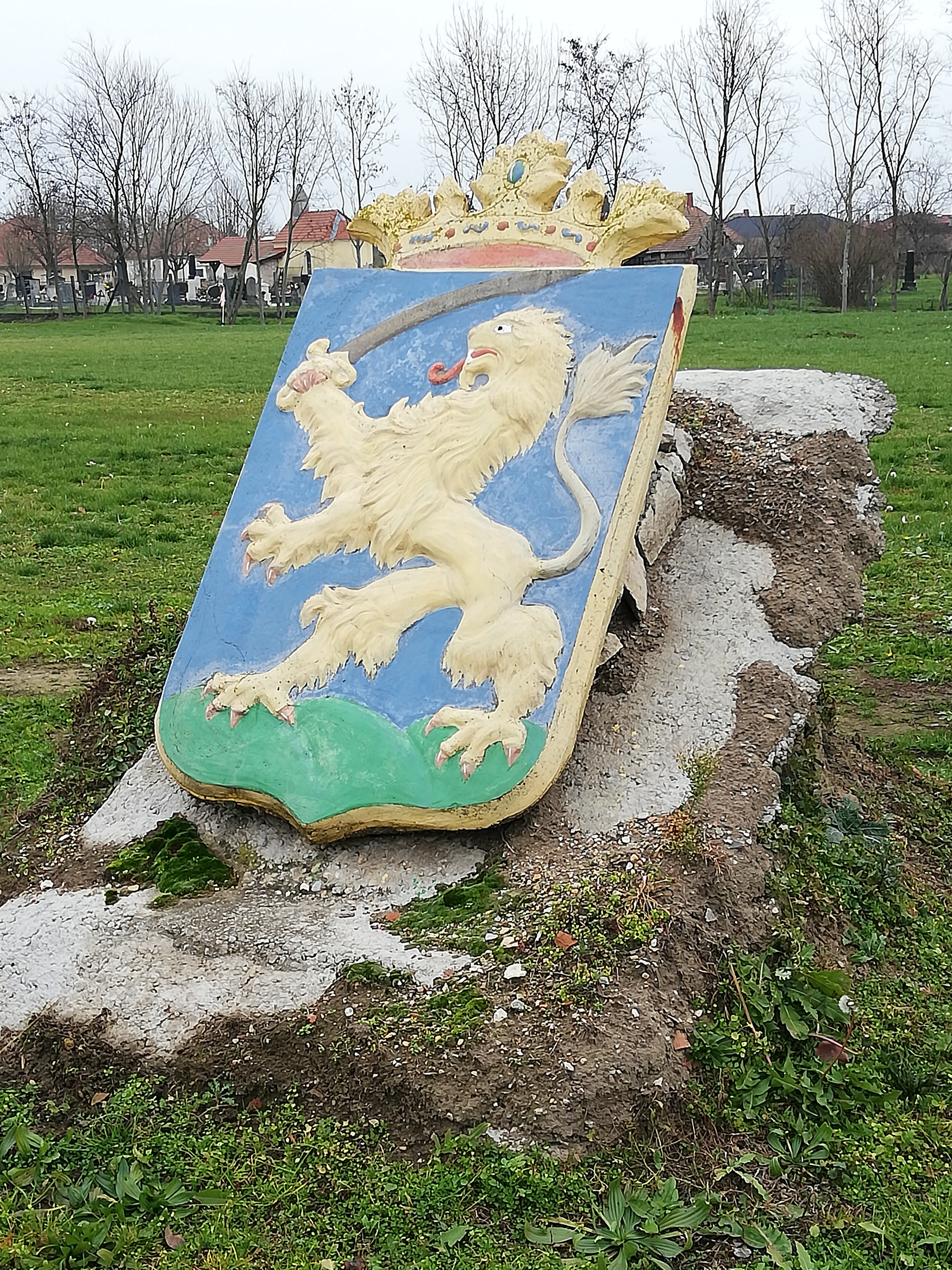
Dör címere a sportpályánál

A falu 1992-ben alkotott címerében a csücskös pajzsban balra néző kardos oroszlán, a pajzs felett ötágú korona, alatta Dör felirat látható. A zászló színei a címer színeit követik: zöld és kék – a mezőgazdaság és a béke szimbóluma

## Népesség
A település népességének változása:
| Lakosok száma | 670  | 684  | 675  | 746  | 622  | 634  | 622  |
|               | 2013 | 2014 | 2015 | 2021 | 2022 | 2023 | 2024 |

A 2011-es népszámlálás során a lakosok 90%-a magyarnak, 2% cigánynak, 1,2% németnek, 0,2% horvátnak mondta magát (10% nem nyilatkozott; a kettős identitások miatt a végösszeg nagyobb lehet 100%-nál). A vallási megoszlás a következő volt: római katolikus 81,9%, református 0,6%, evangélikus 2,7%, felekezeten kívüli 1,4% (12,7% nem nyilatkozott).
2022-ben a lakosság 94,7%-a vallotta magát magyarnak, 1% németnek, 0,2% cigánynak, 0,2% románnak, 1,3% egyéb, nem hazai nemzetiségűnek (5,3% nem nyilatkozott; a kettős identitások miatt a végösszeg nagyobb lehet 100%-nál). Vallásuk szerint 62,9% volt római katolikus, 1% evangélikus, 0,8% református, 1% egyéb keresztény, 1,1% egyéb katolikus, 4,5% felekezeten kívüli (28,8% nem válaszolt).

## Látnivalók
- Kisboldogasszony-plébániatemplom, katolikus templom 1714-ben barokk stílusban épült. Oltárképe és szószéke eredeti.
- Páduai Szent Antal-kápolna, amelyet 1899-ben Chapó Sándor és felesége Kiss Julianna döri birtokosok építtettek a temetőbe hálából, mert Szent Antal közbenjárására Sándor meggyógyult súlyos betegségéből. A kápolna alatt kripta van.
- Keresztek és szobrok. Több kőkereszt mellett egy Szentháromság-szobor is található Dörben.
- Tájház. A Szabadság utca 54. alatt álló tájházról írták: „Magas fák tövében pici ház, mely őrzi dédanyáink keze nyomát: a kemencében sült kenyér illatát, a fehérre meszelt tisztaszoba hangulatát. Dédapáink lábnyomát, a katonaláda nehéz súlyát, bőrcsizmák poros illatát. Mert ott vannak Ők a kerekes kút hűs vizében, virágokban és a szívünkben.”

## Képgaléria

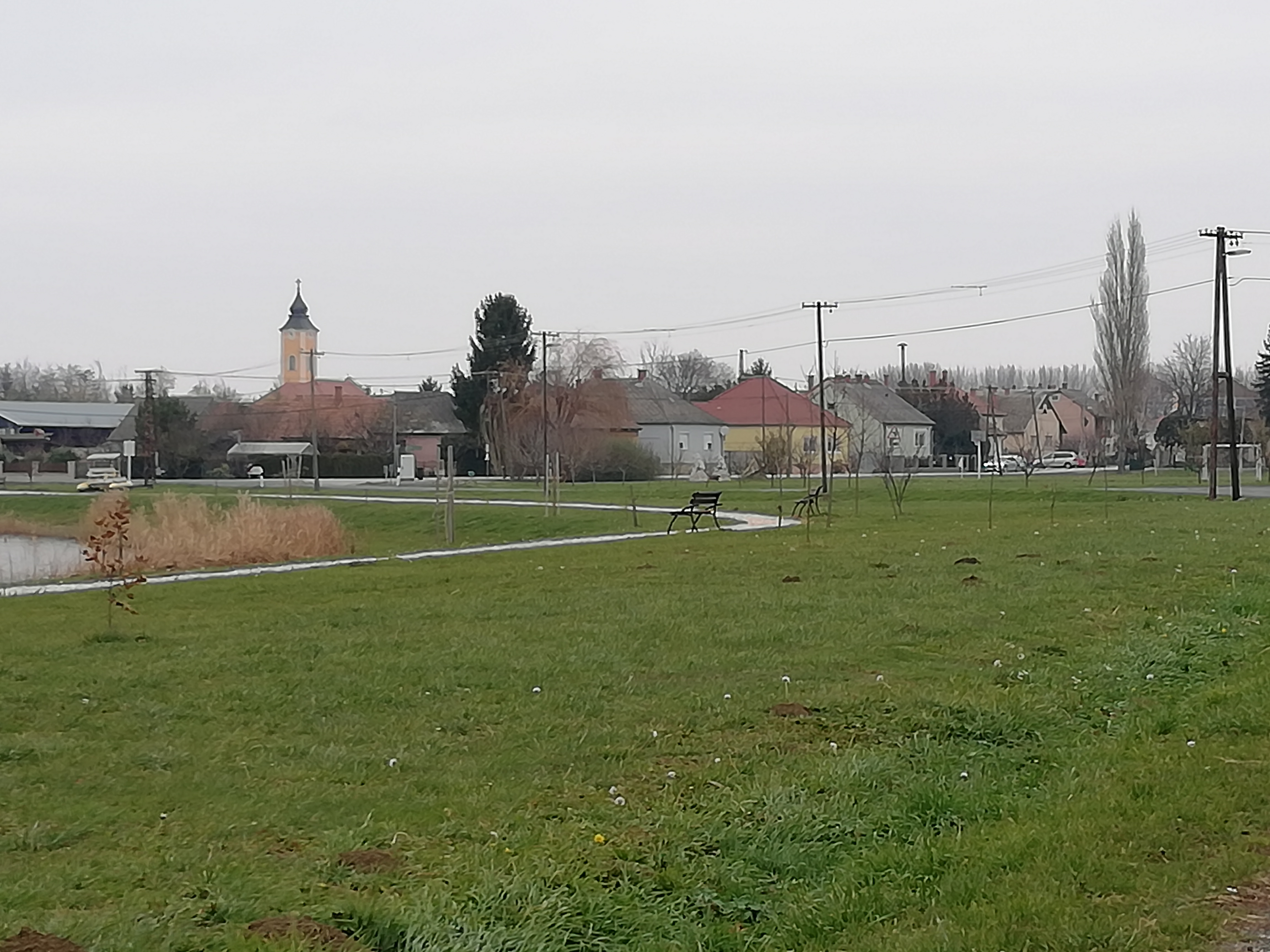
Dör dél felől, a 8422-es útról nézve
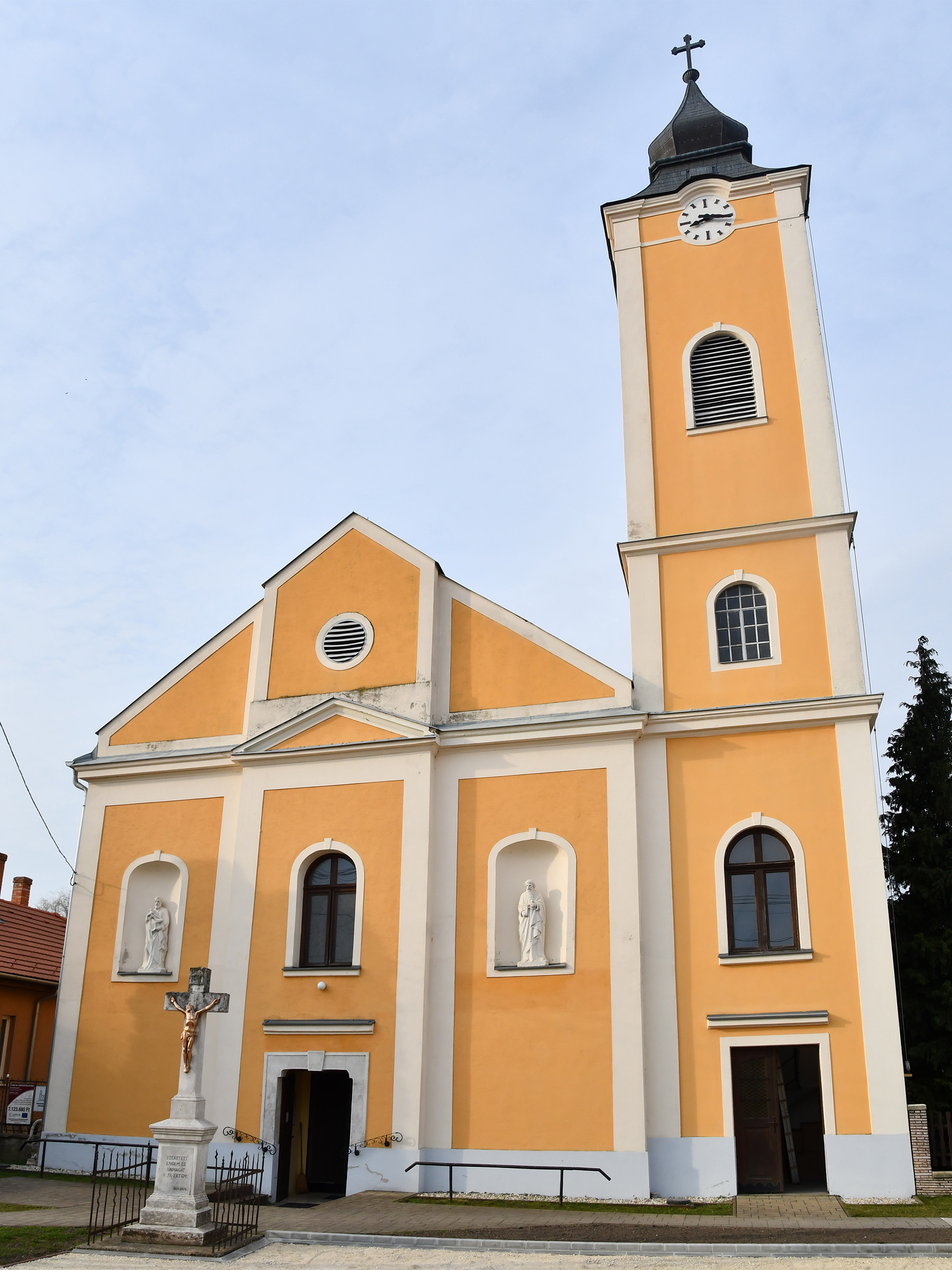
Római katolikus templom
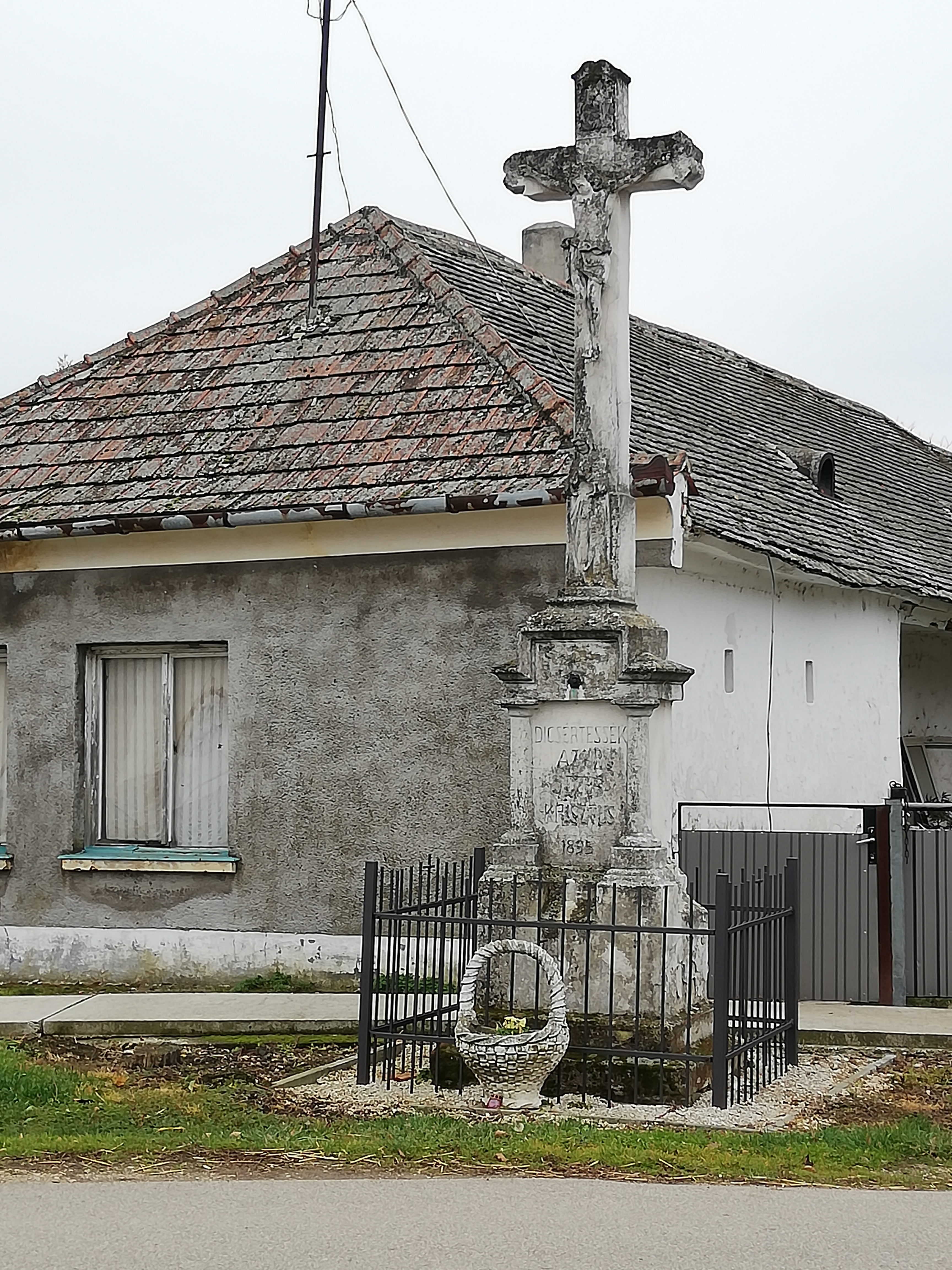
Kőkereszt a Petőfi utcában
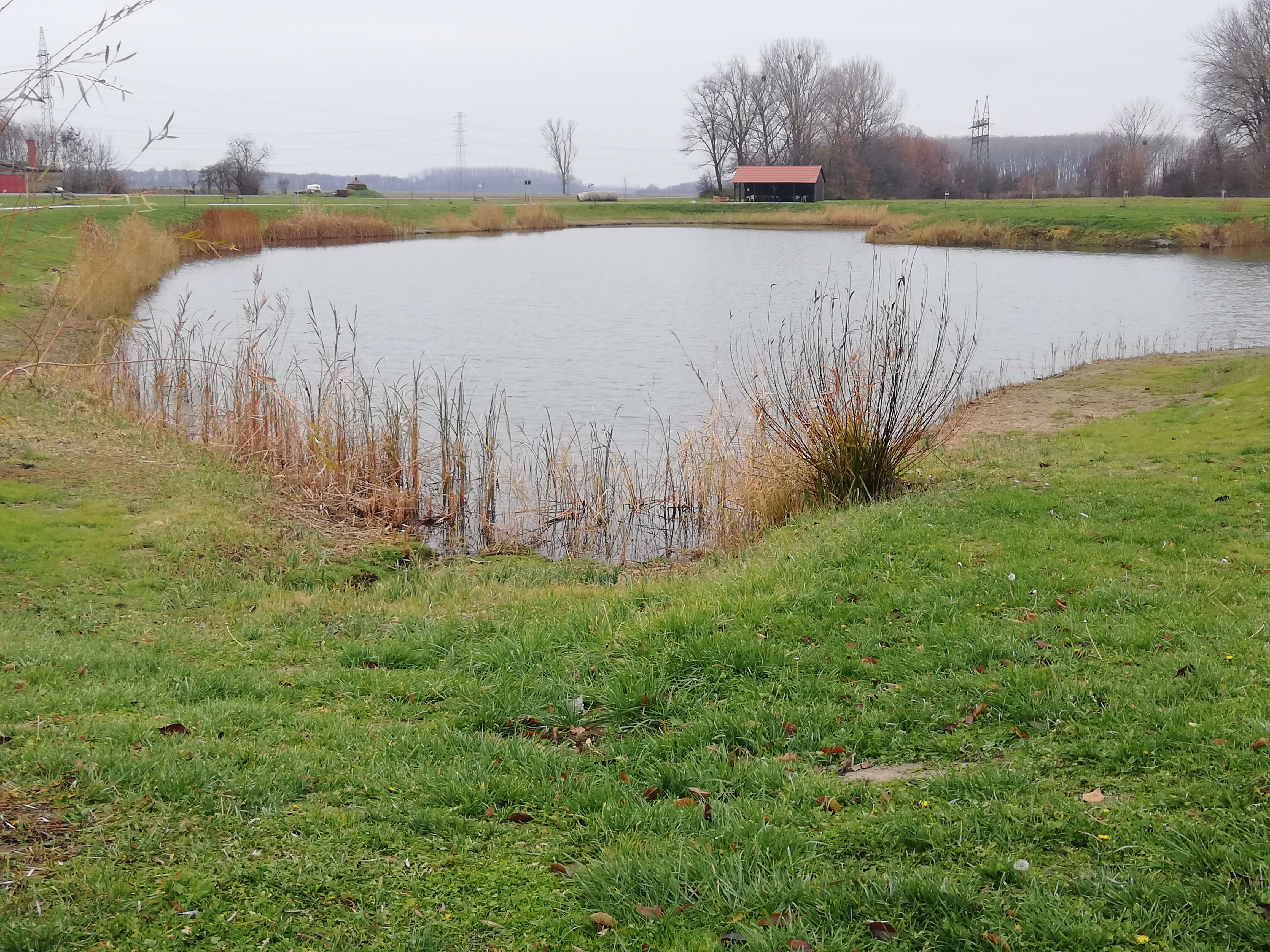
Veremszeri-tó
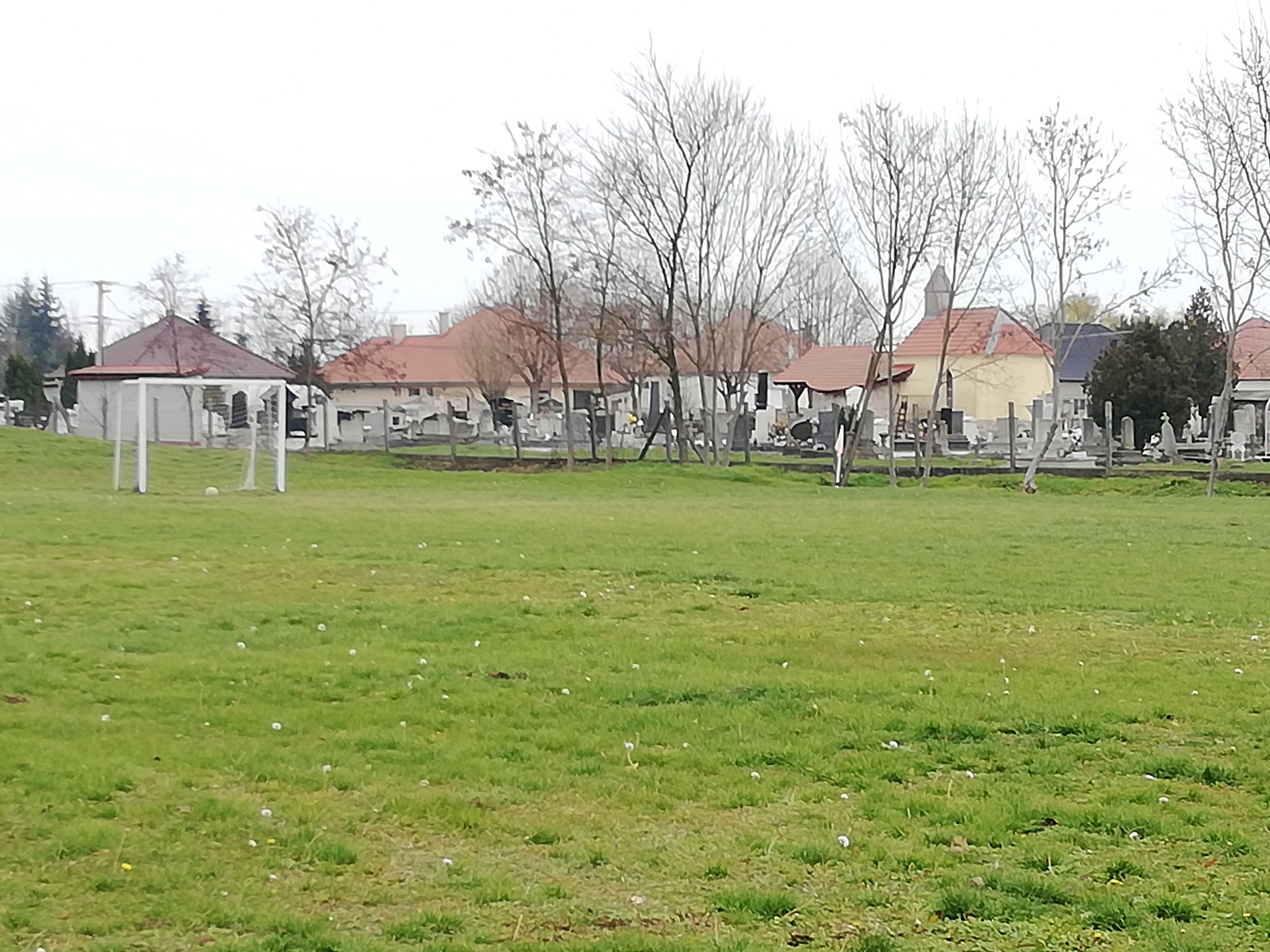
Temető
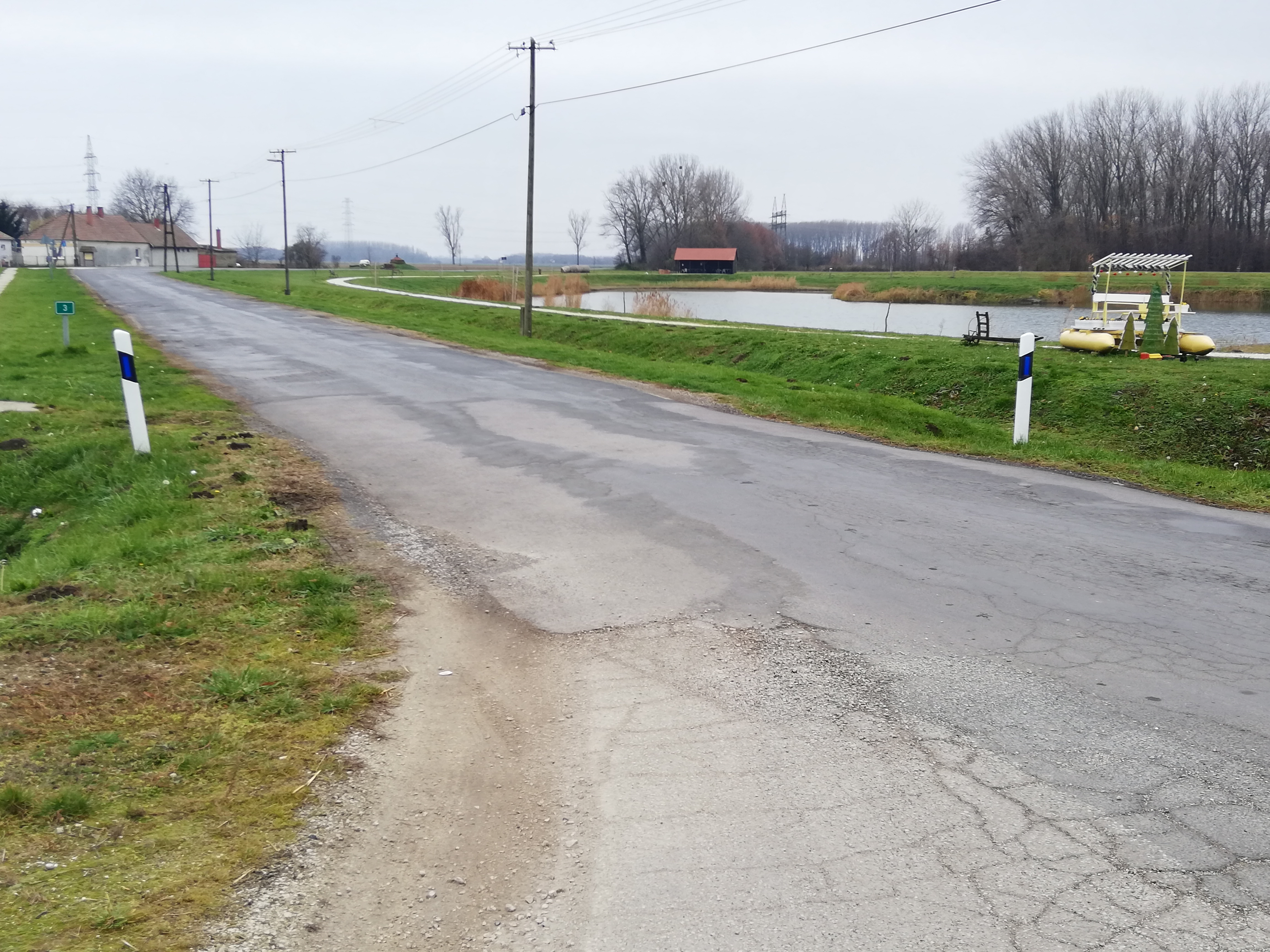
A 8422-es út dél felé
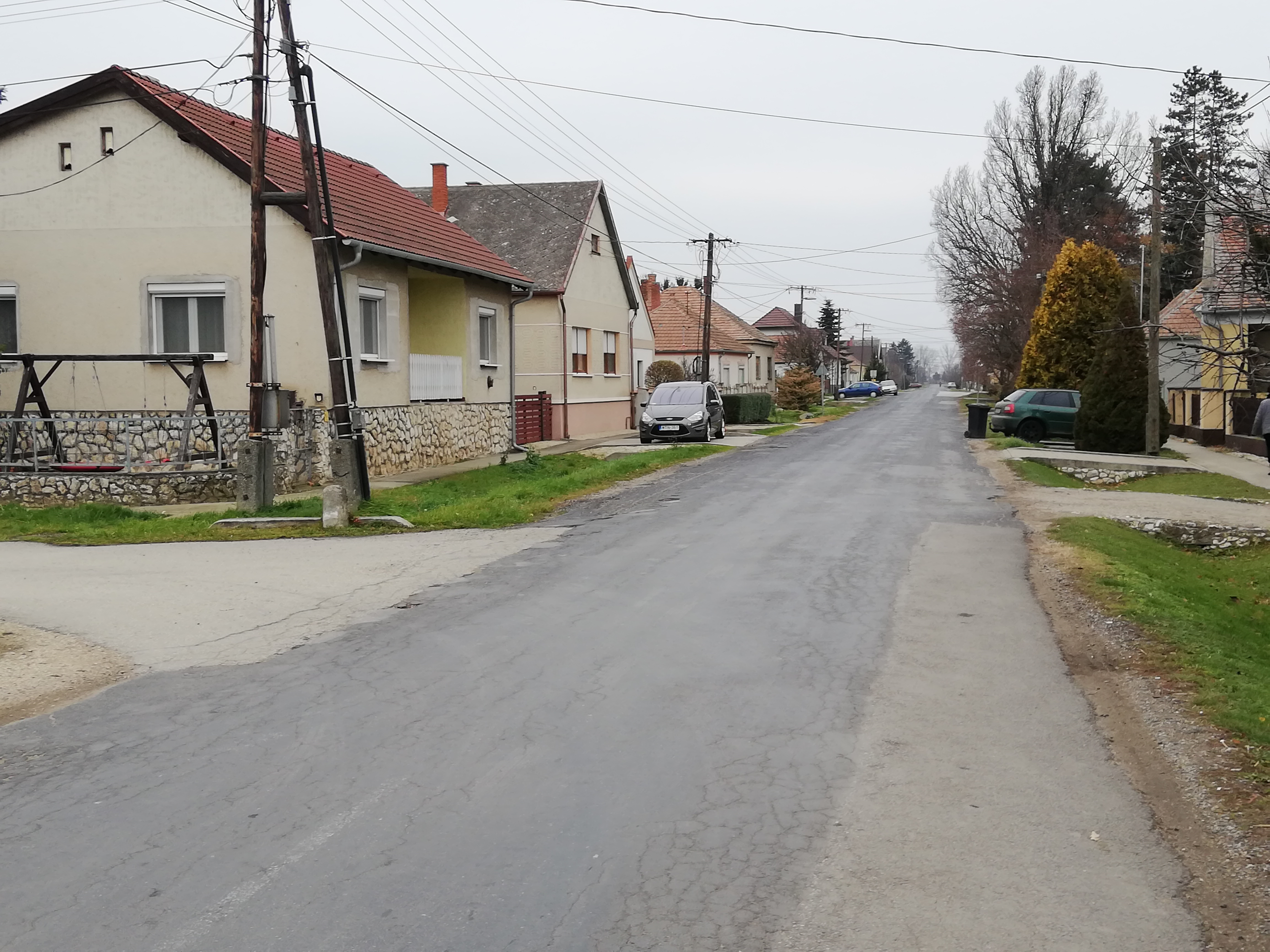
A 8422-es út észak felé
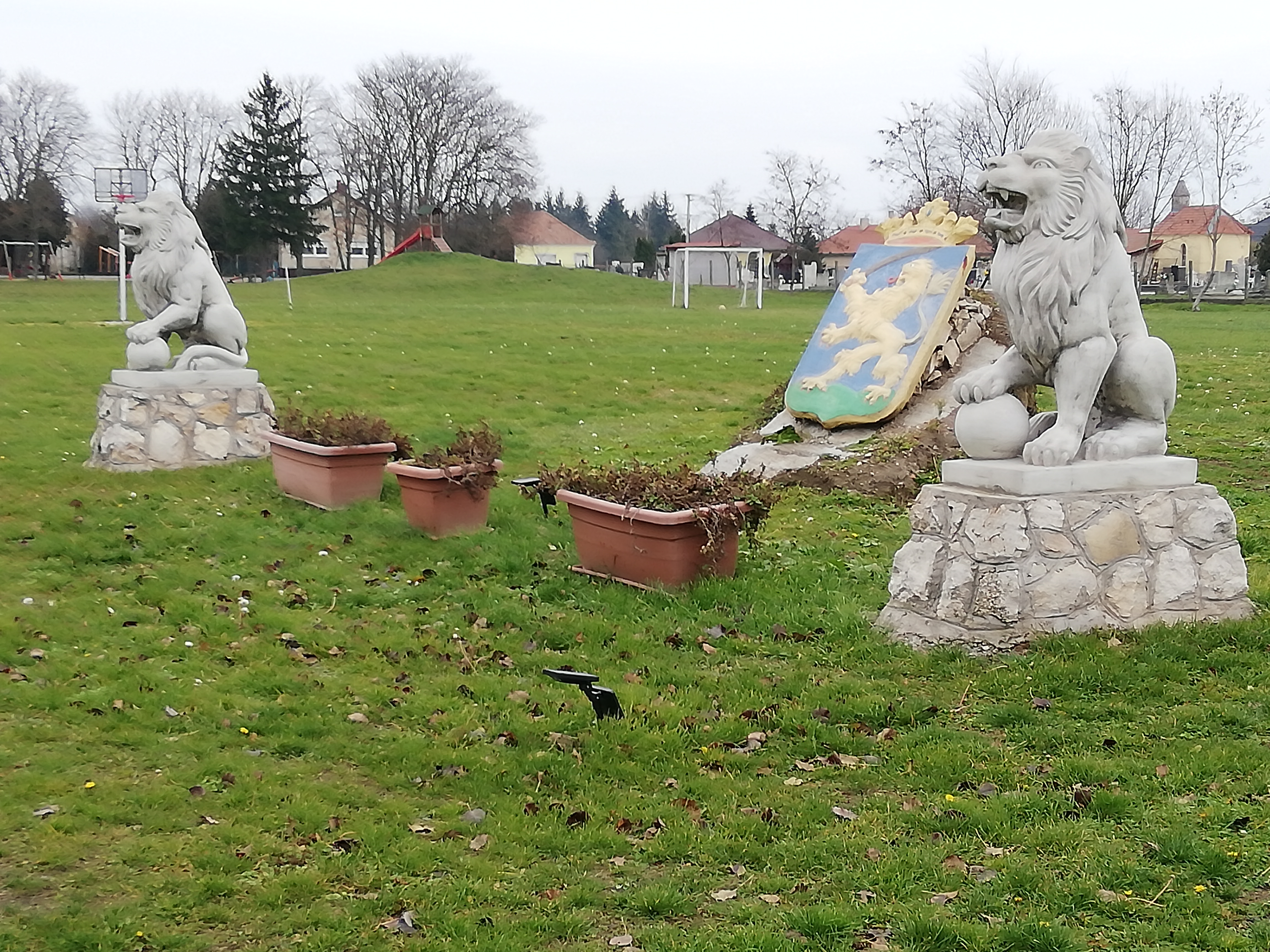
Sportpálya oroszlánokkal
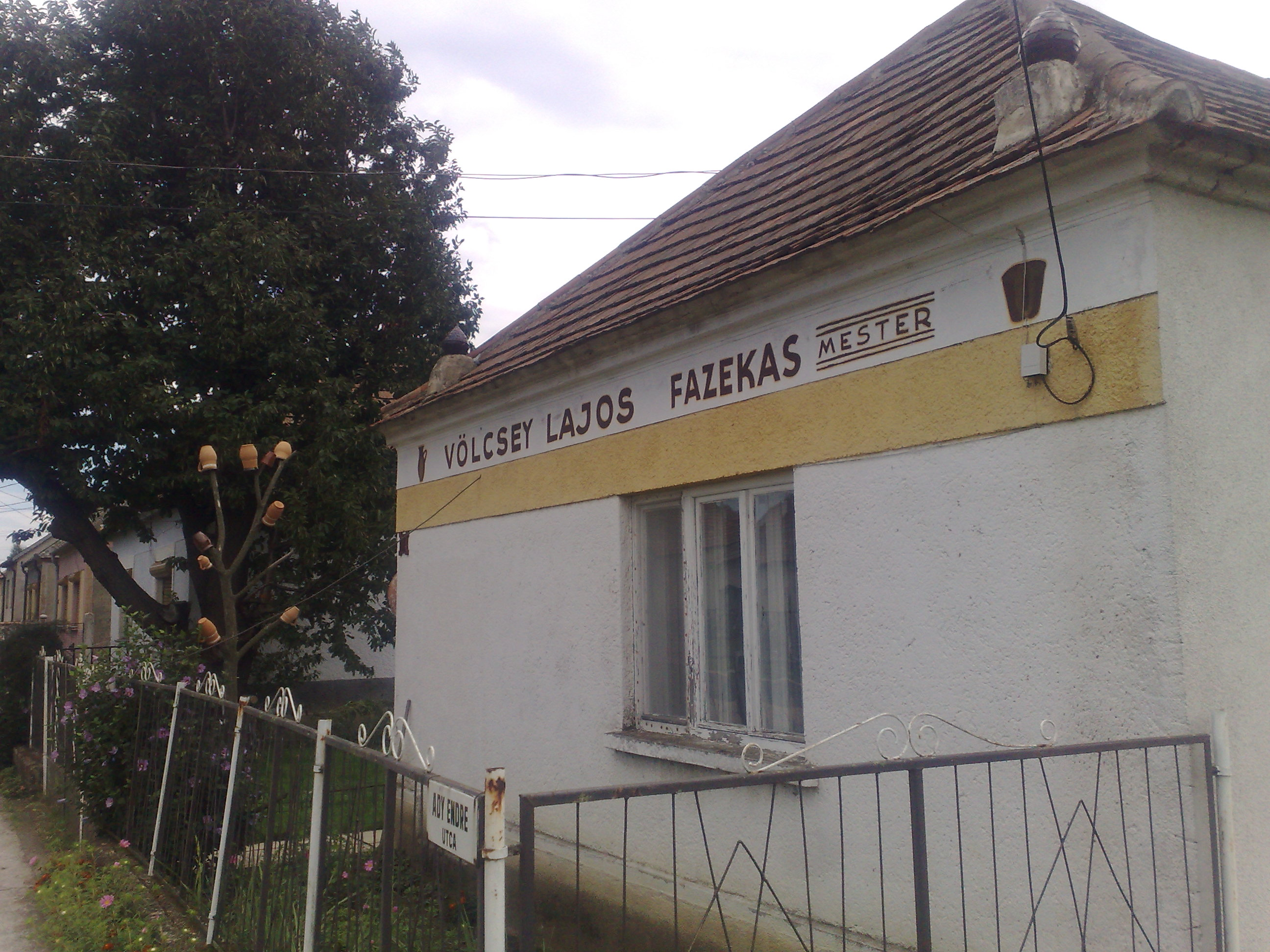
A fazekasmester háza
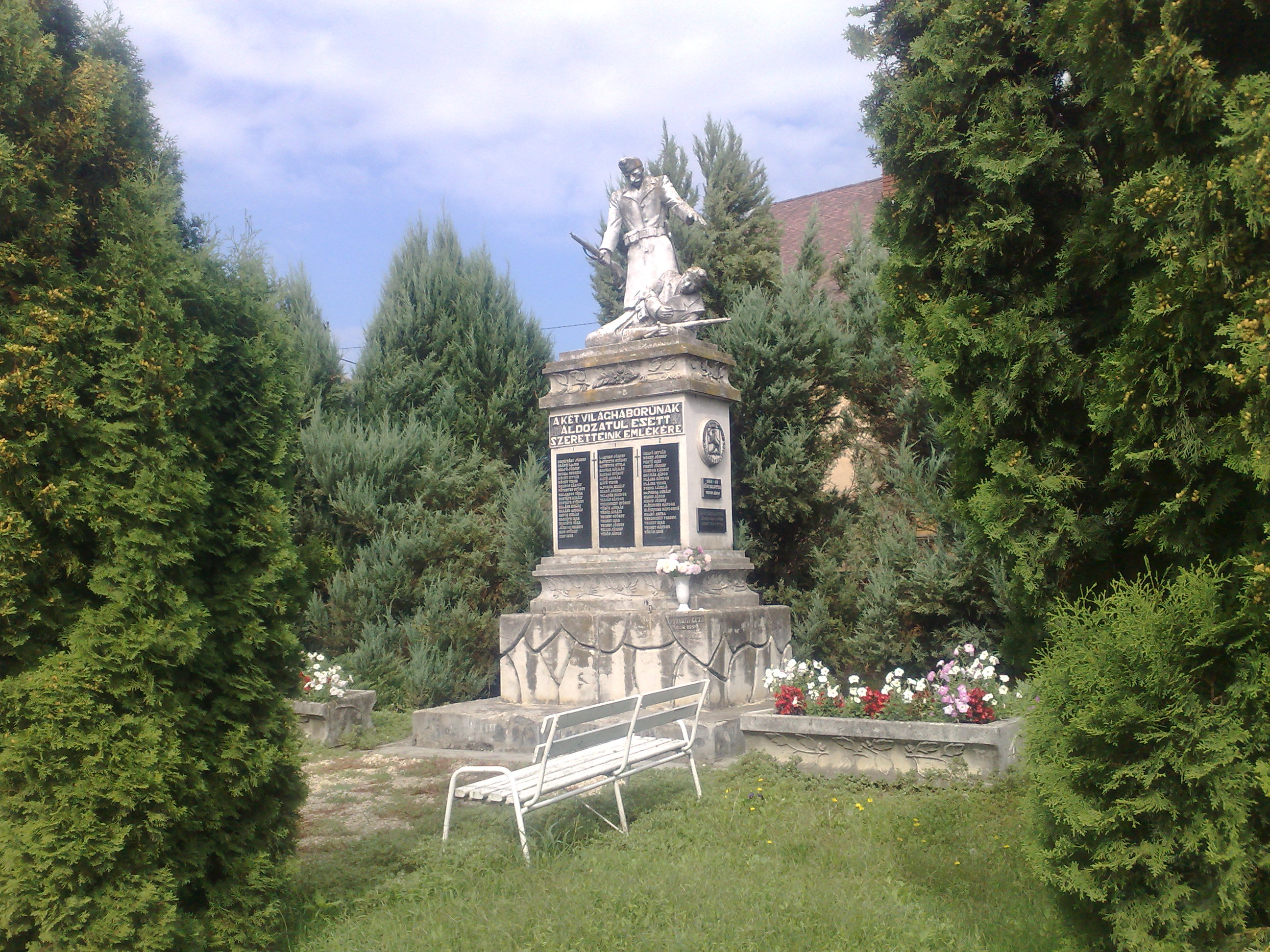
Világháborús hősi emlékmű